# Bartolomeo del Tintore
Bartolomeo del Tintore (* vor 1461, vermutlich in Ferrara; † 1495 in Bologna) war ein Buchmaler im Bologna des späten 15. Jahrhunderts. Er war eventuell auch als Bartolomeo di Giovanni Antonio bekannt. Er zeigt in seiner Darstellung von Details und Motivwahl starken Einfluss der Italienischen Renaissance.
Bartolomeo  del Tintore stammte aus Ferrara, eines der Zentren der Buchmalerei im Italien der Frührenaissance. Er hatte  nach seinem Umzug nach Bologna dann wohl zuerst einen Auftrag für die Ausmalung eines Buches aus den Archiven seiner neuen Heimatstadt. Danach war er an verschiedenen Illustrationen von Manuskripten für geistliche und weltliche Auftraggeber aus der Stadt tätig. 1494 ist er zuletzt aufgeführt unter den Buchmalern, die damals an der Illustration von liturgischen Texten für die Kirche San Petronio in Bologna tätig waren, zusammen mit Bernardino da Siena (1380–1444), Taddeo Crivelli (1425–1479), Martino da Modena (Martino di Giorgio da Modena) und Domenico Pagliarolo.
Bartolomeo  del Tintore zeigt den Einfluss von Cosimo Tura (1430–1495), einem der führenden Buchmaler im Ferrara seiner Zeit.
Es wurde in letzter Zeit vorgeschlagen, dass Bartolomeo del Tintore auch der Maler des Plinius des Pico della Mirandola war, ein Buchmaler, der ein Manuskript für den italienischen Gelehrten Giovanni Pico della Mirandola aus der Gegend um Ferrara ausmalte. Diese These ist jedoch nicht unumstritten.